# House (Lichtenstein)
Pour les articles homonymes, voir House.
House est une série de sculptures de Roy Lichtenstein. Trois modèles sont fabriqués entre 1997 et 2002, du vivant de l'artiste (House II) ou après sa mort (House I et House III), d'après des études datant de 1996 et 1997.

## Création
Bien que Roy Lichtenstein soit particulièrement célèbre pour ses peintures pop art représentant des héroïnes blondes, la sculpture prend une place importante dans son œuvre après 1965. Au début des années 1990, il participe au C-Project, un groupe d'holographes et de célèbres artistes contemporains internationaux (dont Louise Bourgeois, John Baldessari et Edward Ruscha), qui expérimentent avec l'holographie. En mai 1996, il abandonne une maquette en carton mousse et un collage pour le C-Project et se lance dans la création de sculptures de pyramides et de maisons, avec des angles inversés et créant une illusion tridimensionnelle. Son procédé de travail est le suivant : il débute par des esquisses au crayon puis des études de couleur, qu'il transcrit dans une maquette avant son travail final
La série est l'un des derniers travaux de Roy Lichtenstein. House II est présentée à la Biennale de Venise en juin 1997, quelques mois avant la mort de l'artiste en septembre 1997. La fabrication de House I s'achève en 1998, après son décès. House III n'est produite qu'en 2002. Outre ces trois sculptures de grande taille, la série comprend plusieurs esquisses, maquettes et petits modèles. Parmi ceux-ci, on trouve notamment Small House, d'une taille de 45,4 cm x 67,2 cm x 21,6 cm et existant en huit exemplaires.

## Description et analyse
La série House reprend certaines marques de fabrique de Roy Lichtenstein : les formes élémentaires, les contours noirs et épais ou encore les couleurs primaires. Pour House I par exemple, seules trois couleurs sont présentes : un mur jaune, un toit bleu, des volets et une cheminée rouges.
À partir d'une maison de style ranch (en) simplifiée, Roy Lichtenstein joue avec la parallaxe, la 2D et la 3D, et la perspective inversée : le coin de la toiture apparaît d'abord comme pointé vers le spectateur, mais se dirige vers l'intérieur de la maison en se déplaçant autour de l'œuvre.
L'œuvre se trouve à mi-chemin entre la peinture et la sculpture. Pour le critique d'art Hal Foster, « si l'essentiel de la peinture figurative est la transcription en deux dimensions d'objets tridimensionnels, Lichtenstein inverse ici le procédé et le fige quelque part en les deux » (« If most representational painting is a two-dimensional encoding of three dimensional objects, Lichtenstein reverses the process here, and freezes it somewhere in between »).

## Sculptures

### House I
House I est fabriquée en 1998 par Tallix à Beacon (New York), d'après des études de 1996 et une maquette finale de 1997. En aluminium peint, la sculpture a les dimensions suivantes : 302,3 cm x 457,2 cm x 106,7 cm. Lors de sa fabrication, une erreur de la maquette de 1997 est reproduite : le bas de la façade blanche est gris clair et le bas de la façade jaune est gris foncé. Cette erreur est corrigée en 2006, à la demande de la Fondation Roy Lichtenstein. House I se trouve dans le jardin des sculptures de la National Gallery of Art à Washington, depuis son ouverture en 1999.

### House II
House II est fabriquée en 1997 par Merrifield-Roberts à Bristol (Rhode Island), du vivant de Roy Lichtenstein. Une deuxième édition est fabriquée en 2005 par Amaral Custom Fabrications à Seekonk (Massachusetts). En fibre de verre peinte, la sculpture a des dimensions légèrement différentes de House I : 313,7 cm x 423,5 cm x 116,8 cm. Contrairement aux deux autres maisons de Roy Lichtenstein, ce modèle serait fait pour être accroché à un mur.
Après ses débuts à la Biennale de Venise en 1997, la sculpture a notamment été exposée au Jardin botanique tropical Fairchild à Coral Gables (Floride) entre décembre 2007 et mai 2008,. En 2020, elle fait partie de la collection du milliardaire David Booth, présentée dans le jardin de sa propriété d'Austin au Texas,.

### House III
House III est fabriquée en 2002 par Amaral Custom Fabrications à Seekonk (Massachusetts), d'après des études de 1996 et 1997. En aluminium peint, ce modèle est le plus grand des trois sculptures : 398,8 cm x 533,4 cm x 152,4 cm. Elle est d'abord exposée sur le toit du Metropolitan Museum of Art de New York au printemps 2003, avec cinq autres sculptures de Roy Lichtenstein, elle se trouve aujourd'hui à l'extérieur du High Museum of Art d'Atlanta.